# رز هیلز (کالیفرنیا)
رز هیلز (به انگلیسی: Rose Hills) یک منطقهٔ مسکونی در ایالات متحده آمریکا است که در شهرستان لس‌آنجلس، کالیفرنیا واقع شده‌است. رز هیلز ۱٫۱۳۷ کیلومتر مربع مساحت و ۲٬۸۰۳ نفر جمعیت دارد و ۱۵۷٫۸۹ متر بالاتر از سطح دریا واقع شده‌است.